# Kafr Hamra
Kafr Hamra (arab. كفر حمرة) – miasto w Syrii, w muhafazie Aleppo. W 2004 roku liczyło 10 696 mieszkańców.